# Planica
 Ovo je glavno značenje pojma Planica. Za druga značenja pogledajte Planica (razdvojba).
Planica je alpska dolina ispod planine Ponce u Sloveniji, koja je nastala djelovanjem ledenjaka.
Leži na sjeverozapadu Slovenije u Julijskim Alpama, nedaleko Kranjske Gore. 
Planica je poznata po skijaškim skokovima. Svake godine na Planici se održava natjecanje za Svjetski kup. Rekord skakaonice je postigao 2015. Slovenac Peter Prevc skočivši 248,5 m. Slovenci je zovu i "Velikanka". Pored nje stoji i Bloudekova skakaonica, koju je 1936. izgradio Stanko Bloudek i s koje je Austrijanac Sep Bradl (njem. Sepp Bradl) iste godine, kao prvi čovjek u povijesti izveo skok dužine preko 100 metara.